# جيمس جورمان (لاعب كرة قدم)
جيمس جورمان (بالإنجليزية: James Gorman)‏ (7 أبريل 1882 في المملكة المتحدة - ) هو لاعب كرة قدم بريطاني (وحمل سابقاً جنسية المملكة المتحدة لبريطانيا العظمى وأيرلندا) في مركز مهاجم داخلي. لعب مع ستوك سيتي ووولفرهامبتون واندررز وHalesowen Town F.C. ‏ وDudley Town F.C. ‏.